# NNT Dichterbij

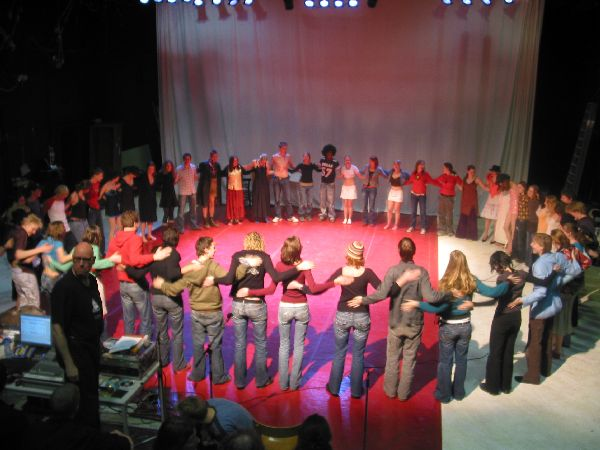
De groep van Dichterbij 2006

NNT Dichterbij is een jongerenproject waarin tijdens de voorjaarsvakantie 60 jongeren uit Groningen, Friesland en Drenthe de Machinefabriek van het Noord Nederlands Toneel in beslag nemen.
In een week tijd zetten zij hun eigen theaterstuk op de planken, dit onder begeleiding van studenten van de regie-opleiding Amsterdam, studenten van de Academie Minerva en medewerkers van het NNT.
Het uiteindelijke resultaat, de voorstelling, wordt dan vier keer opgevoerd.
Daarnaast is Dichterbij in 2004 het eerste theaterstuk geweest dat integraal live werd uitgezonden op het internet.
Het project is gestart in 1999 en werd toen gespeeld op basis van het bestaande stuk De Meeuw.

## De thema's
- 1999: Dichterbij 'De meeuw (Tsjechov)'
- 2000: Dichterbij 'MF2000'
- 2001: Dichterbij 'Mijn Elektra'
- 2002: Dichterbij 'Faust' (MF Revisited)
- 2003: Dichterbij 'MF Unlimited'
- 2004: Dichterbij 'Woyzeck'
- 2005: Dichterbij 'Metamorfosen'
- 2006: Dichterbij 'Romeo en Julia'
- 2007: Dichterbij: 'Circus Boltini'
- 2008: Dichterbij: 'Made in Holland'
- 2009: Dichterbij: 'Fahrenheit 451'
- 2010: Dichterbij: 'Alice in Wonderland'
- 2011: Dichterbij: 'Teresias'
- 2012: Dichterbij: 'Hamlet'
- 2013: Dichterbij: 'Misdaad en Straf'
- 2014: Dichterbij: 'Hier komt de nacht'
- 2015: Dichterbij: 'Pinokkio'
- 2016: Dichterbij: 'Chaos'
- 2017: Dichterbij: 'Complot or not'
- 2018: Dichterbij: 'In den beginne'